# Torniella
Torniella è una frazione del comune italiano di Roccastrada, nella provincia di Grosseto, in Toscana.

## Geografia fisica
Il paese di Torniella è situato a nord del capoluogo comunale, non lontano dal confine con la provincia di Siena, in un'area a cavallo tra la Riserva naturale La Pietra a ovest e la Riserva naturale Farma a est.

## Storia
Il paese sorse in epoca medievale su una collina che domina il torrente Farma, come possesso della famiglia Aldobrandeschi.
Già nel corso del XIII secolo, dopo un periodo sotto il dominio degli Ardengheschi, il luogo venne conquistato dai Senesi ed entrò successivamente a far parte del territorio della Repubblica di Siena.
A metà del XVI secolo, Torniella entrò definitivamente a far parte del Granducato di Toscana.

## Monumenti e luoghi d'interesse

### Architetture religiose

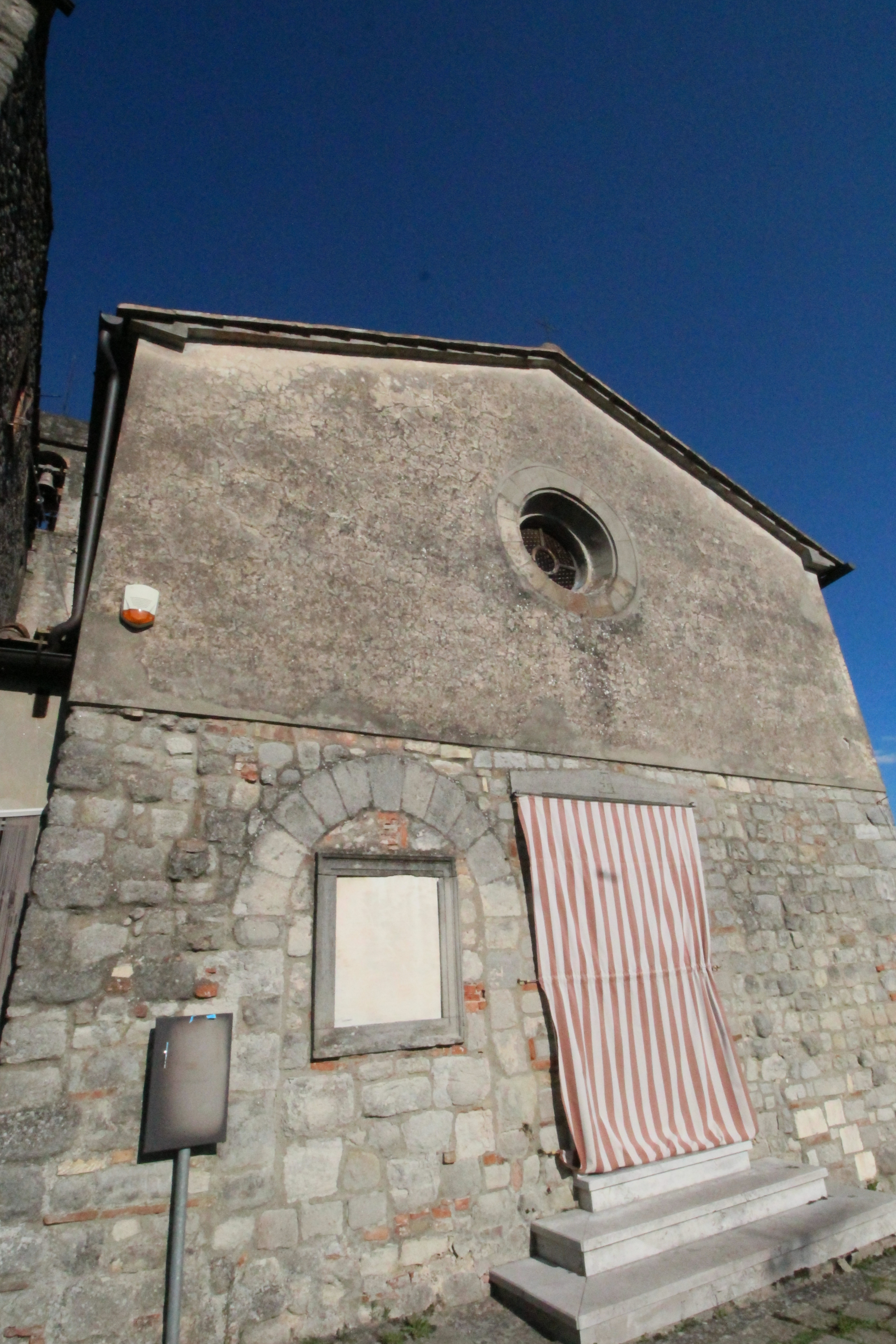
Chiesa di San Giovanni Battista

- Chiesa di San Giovanni Battista, chiesa parrocchiale della frazione, venne costruita in epoca medievale e rimaneggiata nel corso delle epoche successive.

- Chiesa dell'Immacolata Concezione, venne edificata nel corso del XVII secolo e conserva decorazioni tipiche del periodo barocco.

- Pieve di Santa Maria, scomparsa.

- Chiesa di Santa Sicutera, scomparsa.

### Architetture civili
- Pozzo di Torniella, cisterna che raccoglieva e distribuiva l'acqua al paese, risale al XVII secolo.

### Architetture militari
- Castello di Torniella: dell'antico castello medievale, attorno al quale è andato formandosi nel corso dei secoli il paese di Torniella, restano alcune tracce ancora in parte visibili. Posto a controllo della valle del fiume Farma il castello, esistente fin dall'XI secolo, fu parte dei domini degli Aldobrandeschi fino a quando, sul finire del XIII secolo, venne distrutto dalla Repubblica di Siena. Feudo delle famiglie senesi dei Malavolti e dei Bulgarini, venne in seguito inglobato nel territorio del Granducato di Toscana. In piazza Castello, nella parte più alta dell'abitato, si trovano ancora gli imponenti resti delle antiche strutture. Anche se l'impianto originario risale al XII secolo, presenta interessanti rimaneggiamenti cinquecenteschi, come le finestre e l'elegante portale in bugnato della facciata, che presenta un originale prospetto leggermente concavo.

- Mura di Torniella, antico sistema difensivo del borgo castellano, ne rimangono alcuni tratti.

## Società

### Evoluzione demografica
Quella che segue è l'evoluzione demografica della frazione di Torniella. Sono indicati gli abitanti dell'intera frazione e dove è possibile è messa tra parentesi la cifra riferita al solo capoluogo di frazione.
Dal 1991 sono contati da Istat solamente gli abitanti del centro abitato, non della frazione.
| Anno | Abitanti | Abitanti       |
| Anno | Frazione | Centro abitato |
| ---- | -------- | -------------- |
| 1640 | 136      | -              |
| 1745 | 368      | -              |
| 1833 | 326      | -              |
| 1845 | 431      | -              |
| 1921 | 1 219    | -              |
| 1931 | 1 131    | -              |
| 1961 | 1 042    | 570            |
| 1981 | 642      | 382            |
| 1991 | -        | 344            |
| 2001 | -        | 323            |
| 2011 | -        | 294            |

## Sport
A Torniella si pratica il gioco della Palla a 21, detto anche Palla eh! in alcuni degli altri paesi in cui è attualmente praticato.
Inoltre è attiva nel campionato di eccellenza UISP una squadra di calcio.